# Ad Wijnands
Adrie "Ad" Wijnands (Maastricht, 10 de març de 1959) és un ciclista neerlandès, ja retirat, que fou professional entre 1980 i 1993.
Durant la seva carreta esportiva aconseguí una cinquantena de victòries. Els seus majors èxits els aconseguí el 1981, quan guanyà dues etapes del Tour de França, el Scheldeprijs i la Volta a Bèlgica. També guanyà l'Étoile de Bessèges de 1991 i etapes de la Volta als Països Baixos, el Critèrium del Dauphiné Libéré i el Tour del Mediterrani.
Després de les seves dues darreres temporades, a l'equip TVM, passà a ser-ne el director esportiu entre 1995 i 1997.

## Palmarès
- 1978
  - Vencedor d'una etapa del Tour de Lieja
- 1979
  - Vencedor d'una etapa de l'Olympia's Tour
- 1980
  - 1r a l'Omloop der Kempen
  - 1r a la Ronde van Zuid-Holland
  - Vencedor d'una etapa del Tour de Loir i Cher
- 1981
  - 1r a la Volta a Bèlgica
  - 1r al Scheldeprijs
  - 1r al Grand Prix E5
  - 1r als Sis dies de Maastricht (amb René Pijnen)
  - Vencedor de 2 etapes del Tour de França
  - Vencedor d'una etapa de l'Étoile de Bessèges
- 1982
  - 1r al GP Union Dortmund
  - 1r als Sis dies de Maastricht (amb René Pijnen)
  - Vencedor d'una etapa del Critèrium del Dauphiné Libéré
- 1984
  - 1r al Gran Premi Raymond Impanis
  - Vencedor d'una etapa de la Volta als Països Baixos
  - Vencedor d'una etapa de la Setmana ciclista siciliana
- 1985
  - 1r al Gran Premi d'Antibes
  - Vencedor d'una etapa del Tour del Mediterrani
- 1986
  - 1r a la Volta a Limburg
  - 1r al Gran Premi del 1r de maig - Premi d'honor Vic de Bruyne
  - Vencedor d'una etapa de la Volta als Països Baixos
- 1988
  - 1r al Gran Premi La Marseillaise
- 1990
  - 1r al Coca-Cola Trophy
  - 1r al Gran Premi Forbo
- 1991
  - 1r a l'Étoile de Bessèges
  - Vencedor d'una etapa de la Volta a Euskadi
- 1992
  - Vencedor d'una etapa de la Setmana Catalana
  - Vencedor d'una etapa del Tour de l'Oise

### Resultats al Tour de França
- 1981. Abandona (15a etapa). Vencedor de 2 etapes
- 1982. 53è de la classificació general
- 1984. 108è de la classificació general
- 1985. 106è de la classificació general
- 1992. Abandona (14a etapa)

### Resultats a la Volta a Espanya
- 1990. 122è de la classificació general